# Я маю право на свою думку
«Я маю право на свою думку» або «Я маю право на свою думку» — це неформальна помилка, коли особа дискредитує будь-яку опозицію, стверджуючи, що має право на свою думку. Твердження є прикладом червоного оселедця або кліше, що припиняє роздуми. Логічна помилка іноді подається як «Давайте погодимося не погоджуватися». Те, чи має хтось якесь право, не має значення для того, чи є його твердження істинним чи хибним. У разі заперечення проти переконання, відстоювання права на думку обходить звичайні кроки дискурсу для обгрунтування цього переконання, або для аргументації проти достовірності заперечення. Однак таке твердження також може бути твердженням про власну свободу від правил аргументації та логіки або відмовою від участі в них.
Філософ Патрік Стоукс описав цей вираз як проблематичний, оскільки він часто використовується для захисту фактично невиправданих позицій або «[означає] рівне право бути почутим у питанні, в якому лише одна із двох сторін мають відповідну експертизу». Розширюючи аргументацію Стокса далі, філософ Девід Годден стверджував, що твердження про те, що людина має право на погляд, породжує певні зобов'язання, такі як зобов'язання надати причини точки зору та подати ці причини для заперечення; Годден назвав це принципами раціонального права і раціональної відповідальності, і він розробив вправу в класі для навчання цим принципам.
Філософ Хосе Ортега-і-Гассет написав у своїй книзі 1930 року «Бунт мас»:
Фашистський і синдикалістський вид характеризувався першою появою типу людини, який «не прагнув аргументувати або навіть мати рацію», але який просто вирішив нав’язати свою думку. Це була новизна: право не мати рацію, не бути розумним: «причина нерозумності».